# 緬因州學院和大學列表
以下是緬因州目前运营的公立和私立高等教育机构列表。

## 公立
- 南缅因州大学（University of Southern Maine]]）
- 缅因大学 （University of Maine）

## 私立
- 贝兹学院（Bates College]]）
- 鮑登學院 (Bowdoin College）
- 寇比学院（Colby College）
- 新英格蘭大學 (美國)（University of New England]]）